# 乌里亚·西曼戈
乌里亚·西曼戈（英語：Uria Simango，1926年3月15日—1979年），莫桑比克的政治家、牧师，积极投身民族解放运动，“莫桑比克解放阵线党”的领导人之一，独立建国后被总统萨莫拉·马谢尔清洗。